# David Stuart Parker

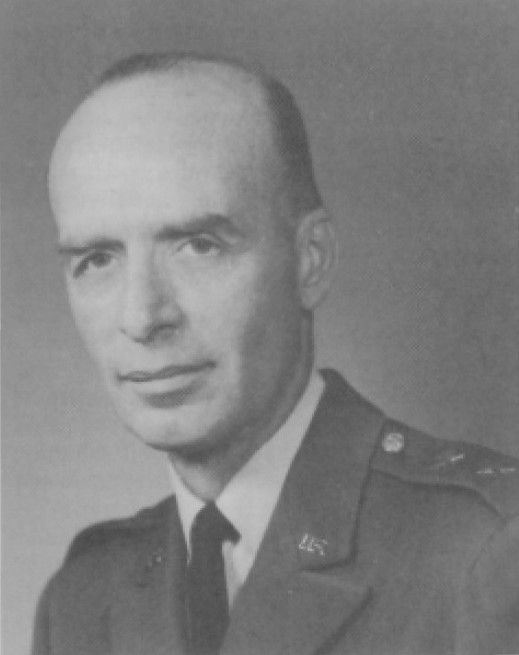
Maj. Gen. David S. Parker

David Stuart Parker (* 22. März 1919 in Fort Huachuca, Arizona; † 9. Mai 1990 in Greenbrae, Kalifornien) war ein US-amerikanischer Ingenieur, Generalmajor des US Army Corps of Engineers sowie von 1971 bis 1975 Gouverneur der Panamakanalzone.

## Leben
Parker trat nach dem Schulbesuch in die US Army ein und wurde nach Absolvierung der US Military Academy in West Point 1940 zum Leutnant befördert. In der Folgezeit diente er nach einem Studium im US Army Corps of Engineers (USACE). Nachdem er 1945 Mitglied des Verwaltungsstabes der Oberbefehlshaber im Pazifikkrieg, Admiral Chester W. Nimitz und General Douglas MacArthur, wurde, war er zwischen 1945 und 1948 Leiter der Bauabteilung im Büro des Chefingenieurs der US-Truppen in Tokio.
Nach seiner Rückkehr in die USA wurde er 1949 zunächst Instrukteur und danach Professor für militärische Topografie und Grafik an der US Military Academy, ehe er zwischen 1954 und 1956 stellvertretender Bezirksingenieur des USACE-Bezirks für den Nordwesten (Northwestern District) in Portland war. Danach folgte eine Verwendung von 1957 bis 1960 als Chef der Strategischen Planungsgruppe im Büro des Chefingenieurs des USACE.
Zwischen 1963 und 1965 war er Vizegouverneur (Lieutenant Governor) der Panamakanalzone. Nach seiner Beförderung zum Generalmajor 1967 wurde er während des Vietnamkrieges 1968 Kommandeur der Ingenieurtruppen in Vietnam und bekleidete diesen Posten bis 1969.
Im März 1971 wurde Parker als Nachfolger von Walter P. Leber als Gouverneur der Panamakanalzone und behielt dieses Amt bis März 1975.
In dieser Funktion war er unmittelbar an wichtigen Veränderungen und Neuerungen beteiligt wie zum einen die notwendige Betreuung und Führung zur Entwicklung der Grundlage und Darstellung der ersten Mauterhöhung in der Geschichte des Panamakanals. Eine andere Veränderung war die Einrichtung des neuen Schifffahrtskontrollzentrums in La Boca sowie die öffentlichen Feierlichkeiten aus Anlass der sechzigjährigen Kanaleröffnung im August 1974. Des Weiteren wurden während seiner Amtszeit die Stabsstelle für Chancengleichheit und das Bundesfrauenprogramm begründet. Zu den weiteren Neuerungen in personeller und organisatorischer Hinsicht gehörten die Zuordnung eines Beamten des US-Außenministeriums zur Kanalverwaltung, die Zuordnung eines Offiziers der US Coast Guard zum Schifffahrtsbüro, die Gründung einer neuen Sicherheitsabteilung, die Gründung eines Beratungsgremiums in Bildungsfragen sowie weitere Bemühungen, den Zivilrat der Kanalzone an Entscheidungsprozessen zu beteiligen.
1975 trat er in den Ruhestand und starb am 9. Mai 1990 im Marinehospital Greenbrae in Kalifornien.